# Sébastien Laulhé
Pour les articles homonymes, voir Laulhé.
Pas d'image ? Cliquez ici

a Compétitions nationales et continentales officielles uniquement.

Dernière mise à jour le 20 janvier 2021.
Sébastien Laulhé, né le 11 février 1989, est un joueur français de rugby à XV évoluant au poste de troisième ligne.

## Carrière
Sébastien Laulhé a débuté le rugby à Sévignacq, puis il a rejoint l'US Morlaàs. Par la suite, il a évolué en Crabos et en Reichel avec la Section paloise. Il revient ensuite à Morlaàs en 2010 où il joue deux saisons en Fédérale 1. 
En 2012, il reste en Fédérale 1 et dispute une saison avec le CA Périgueux. 
La saison suivante, il rejoint Soyaux Angoulême XV Charente avec qui il participe à la montée du club en Pro D2 en 2016. 
En 2020, après sept saisons en Charente, il décide de quitter le club. Il est alors en contact avec plusieurs clubs de Pro D2 mais la situation sanitaire en France en raison de la pandémie de Covid-19 fait qu'il ne signe avec aucun club avant le début de la saison,.

## Palmarès
Néant.